# Тюрбе

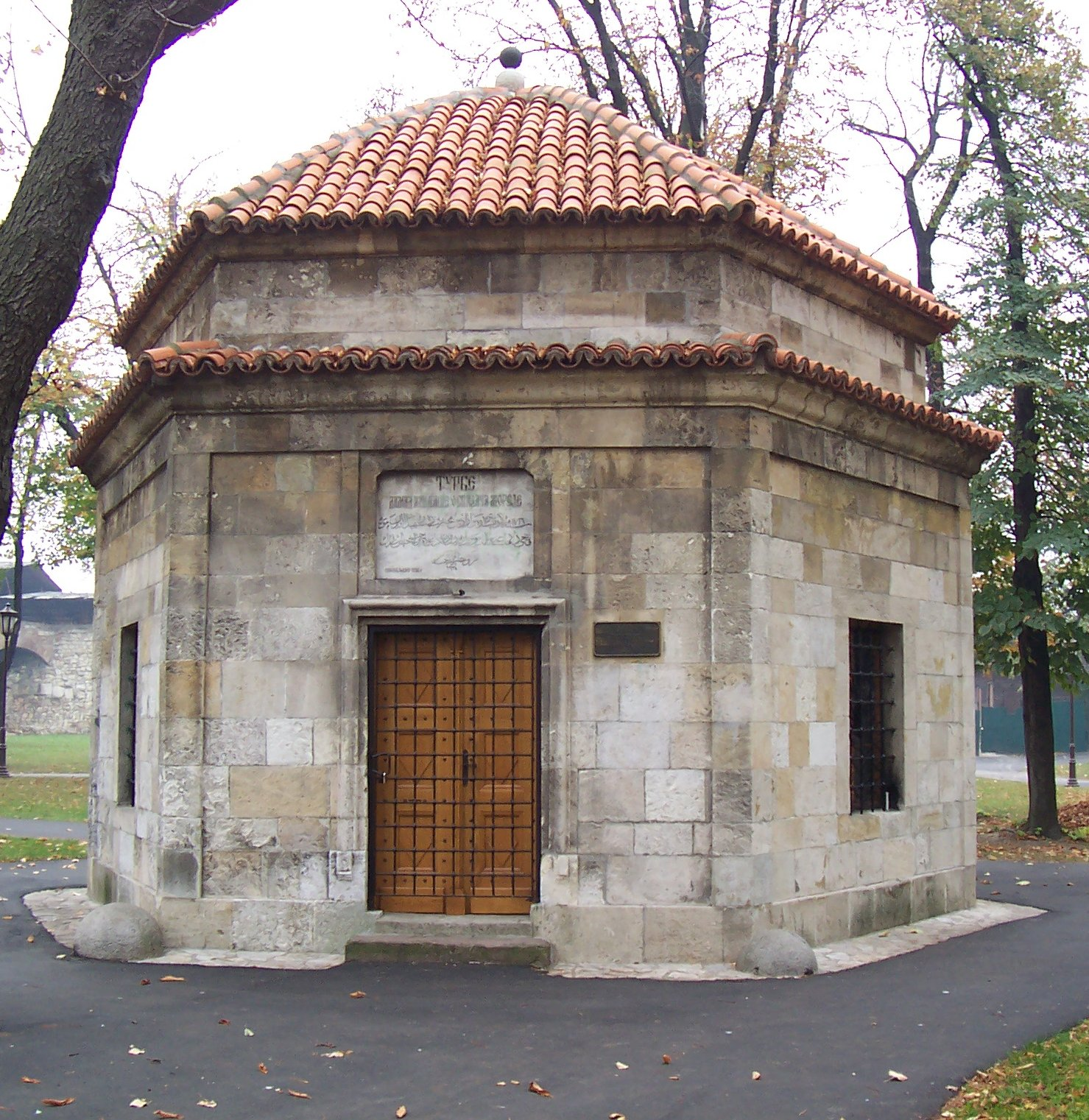
Тюрбе Силахдар Дамад Али-паши, покорителя Мореи, в белградской крепости Калемегдан

Тюрбе (от араб. تُرْبَةٌ‎, ту́рба — «земля, почва, грунт») — гробница-мавзолей в исламской архитектуре, усыпальница знати либо известных духовных лидеров. Обычно отдельно стоящее тюрбе располагается на земле мечети или религиозного комплекса, но встречаются и тюрбе-пристройки.
Характерный архитектурный стиль тюрбе в Румелии, западной и центральной Анатолии сложился под влиянием византийской архитектуры, а в восточной Турции и в Закавказье — под армянским влиянием.

## Характеристика
Тюрбе — небольшого размера однокамерные помещения, зачастую шести- и восьмиугольной формы. Посредине тюрбе размещался богато украшенный саркофаг, хотя обычно само захоронение производилось ниже уровня пола. Во главе саркофага часто устанавливался деревянный или каменный белый тюрбан, символизирующий чистоту покойного.
Многие тюрбе становились местом паломничества.

## Мавзолеи Крымского ханства
В языке крымских татар слово приняло форму дюрбе. Первые дюрбе стали сооружаться в Крыму ещё в золотоордынский период с принятием в Золотой орде ислама.
Дюрбе Джанике-ханым в Чуфут-Кале было построено в 1437 году. Этот обычай был принят и Крымском ханстве.
Сохранилось около десятка дюрбе в окрестностях Бахчисарая и единичные гробницы в других местах. Встречаются дюрбе ханов, знати, святых и даже наложниц. При этом многие чингизиды из рода Гиреев похоронены в обычных могилах.

Также имеется относительно редко встречающаяся форма дюрбе в виде купольных или безкупольных ротонд. Примером может служить дюрбе-ротонда хана Менгли II Герая в Бахчисарайском дворце.

Крымские дюрбе
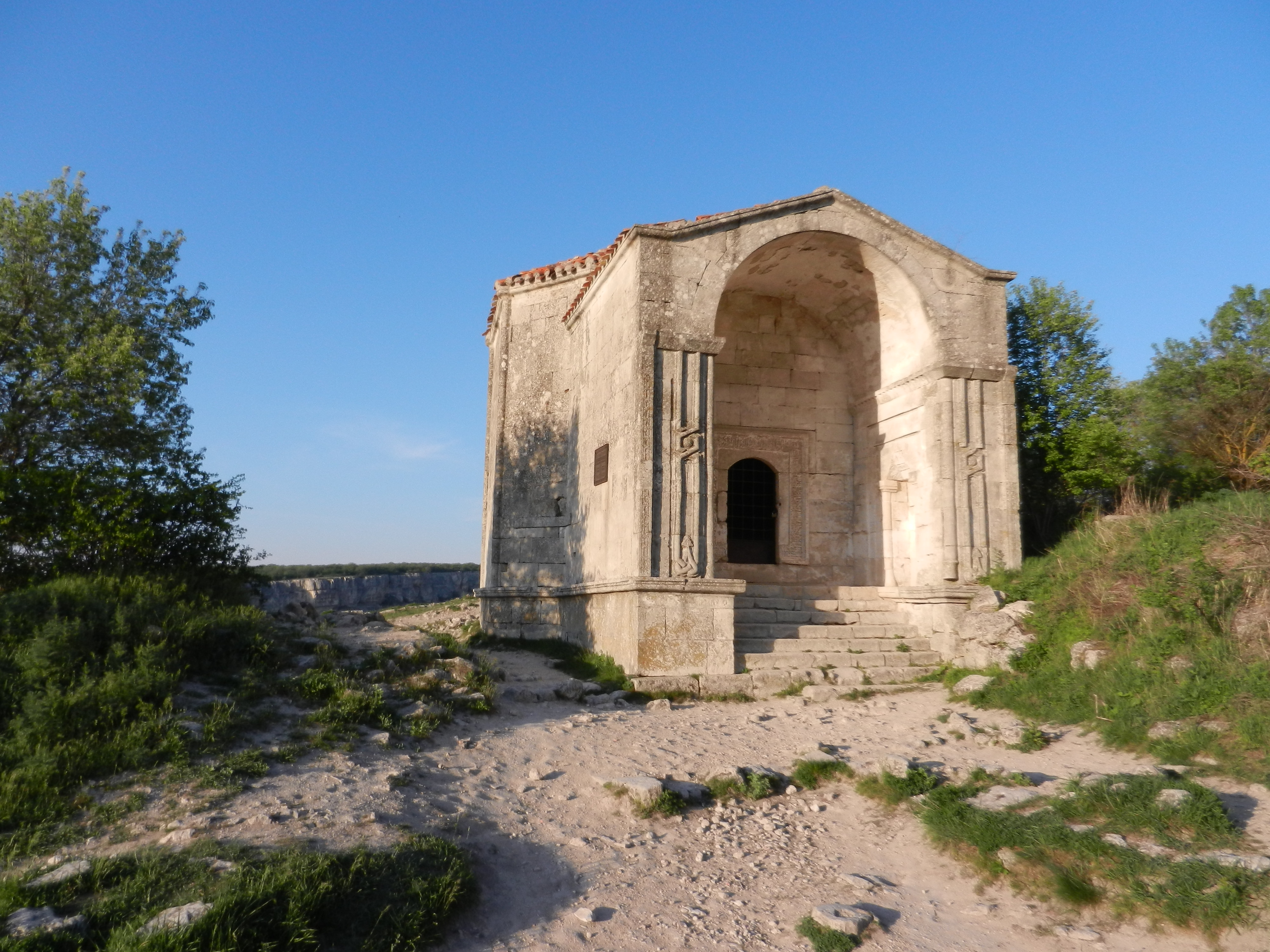
Дюрбе Джанике-ханым в Чуфут-Кале
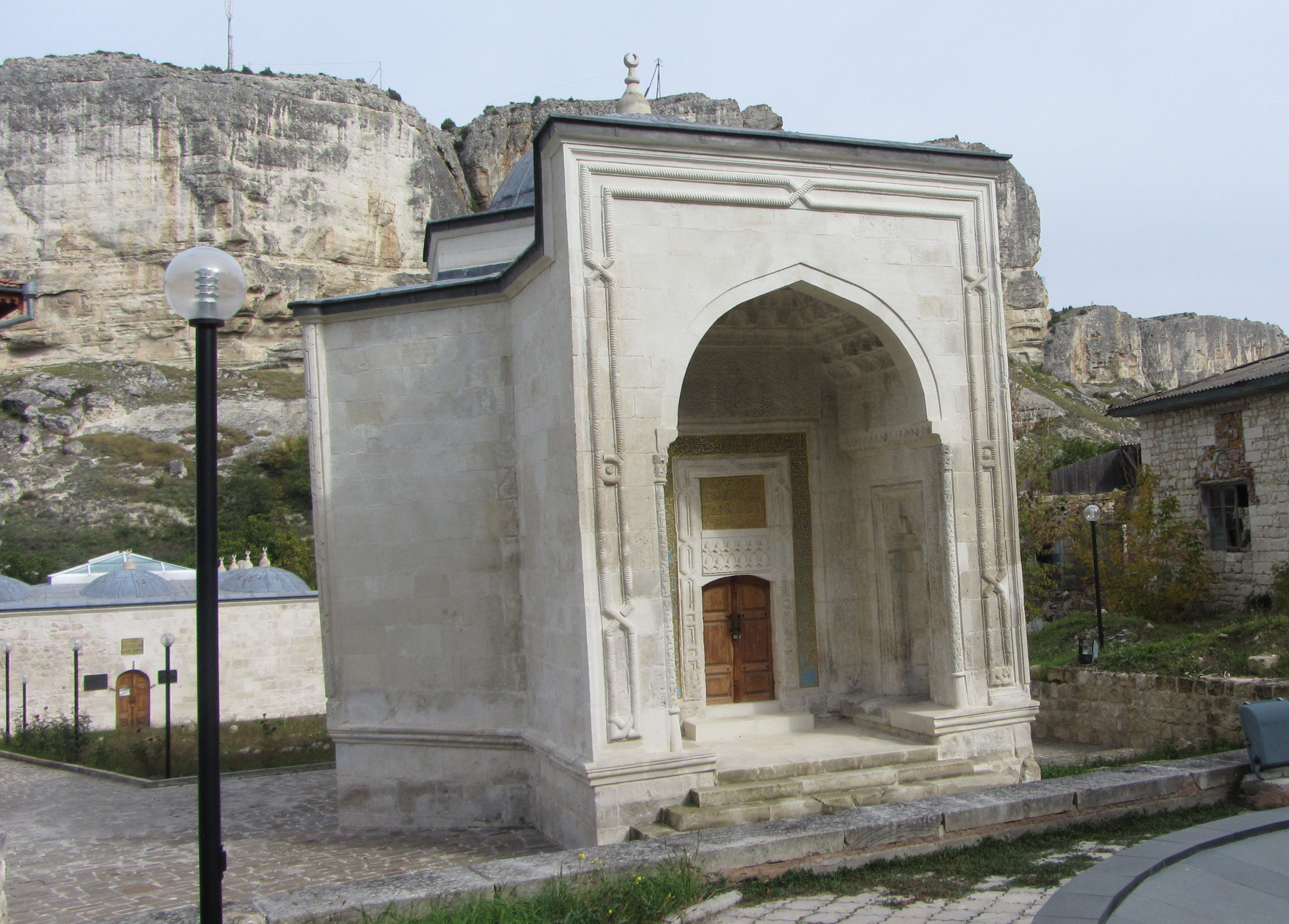
Дюрбе Хаджи Герая, Салачик
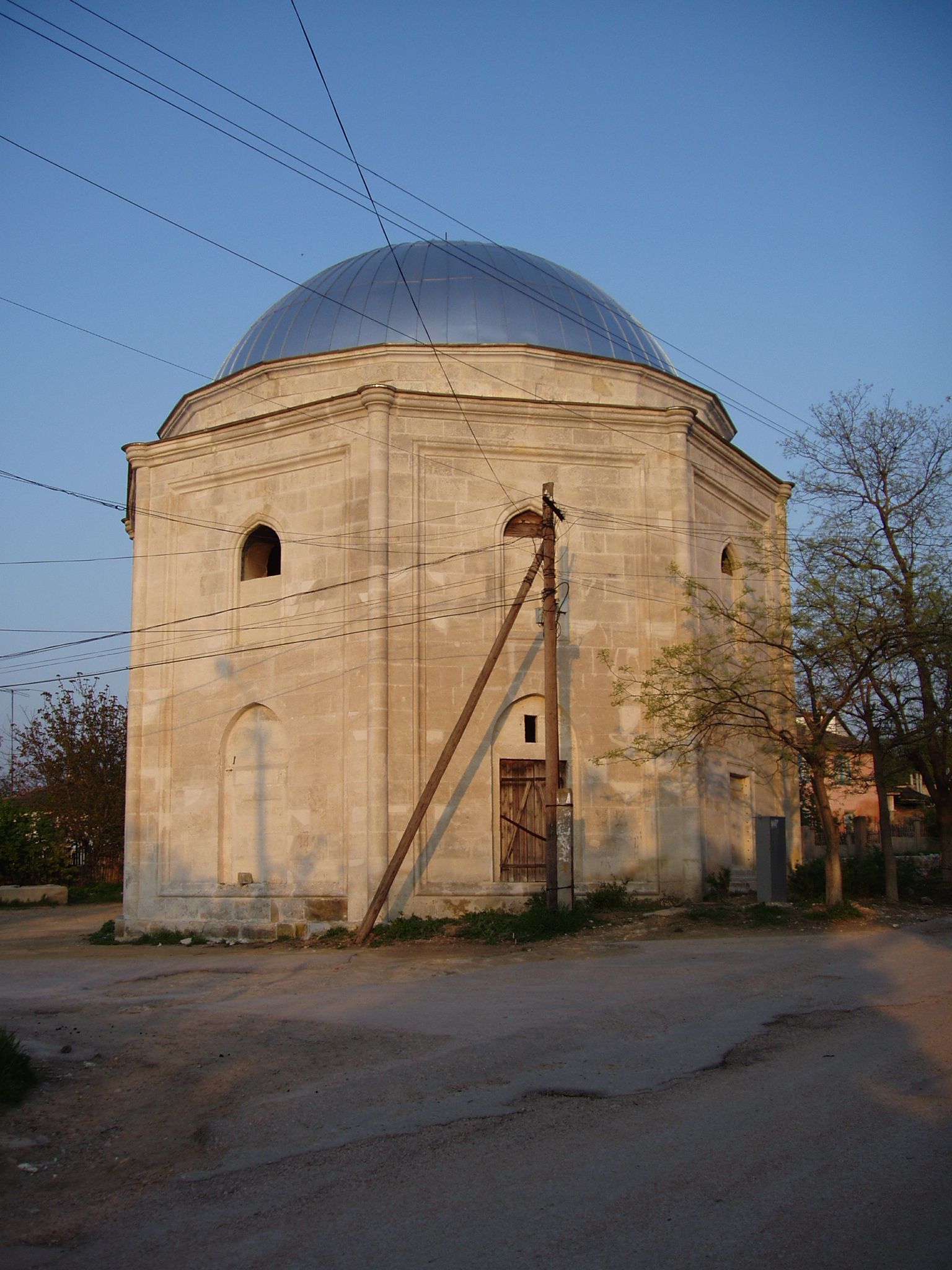
Дюрбе Мехмеда II Герая, Эски-Юрт
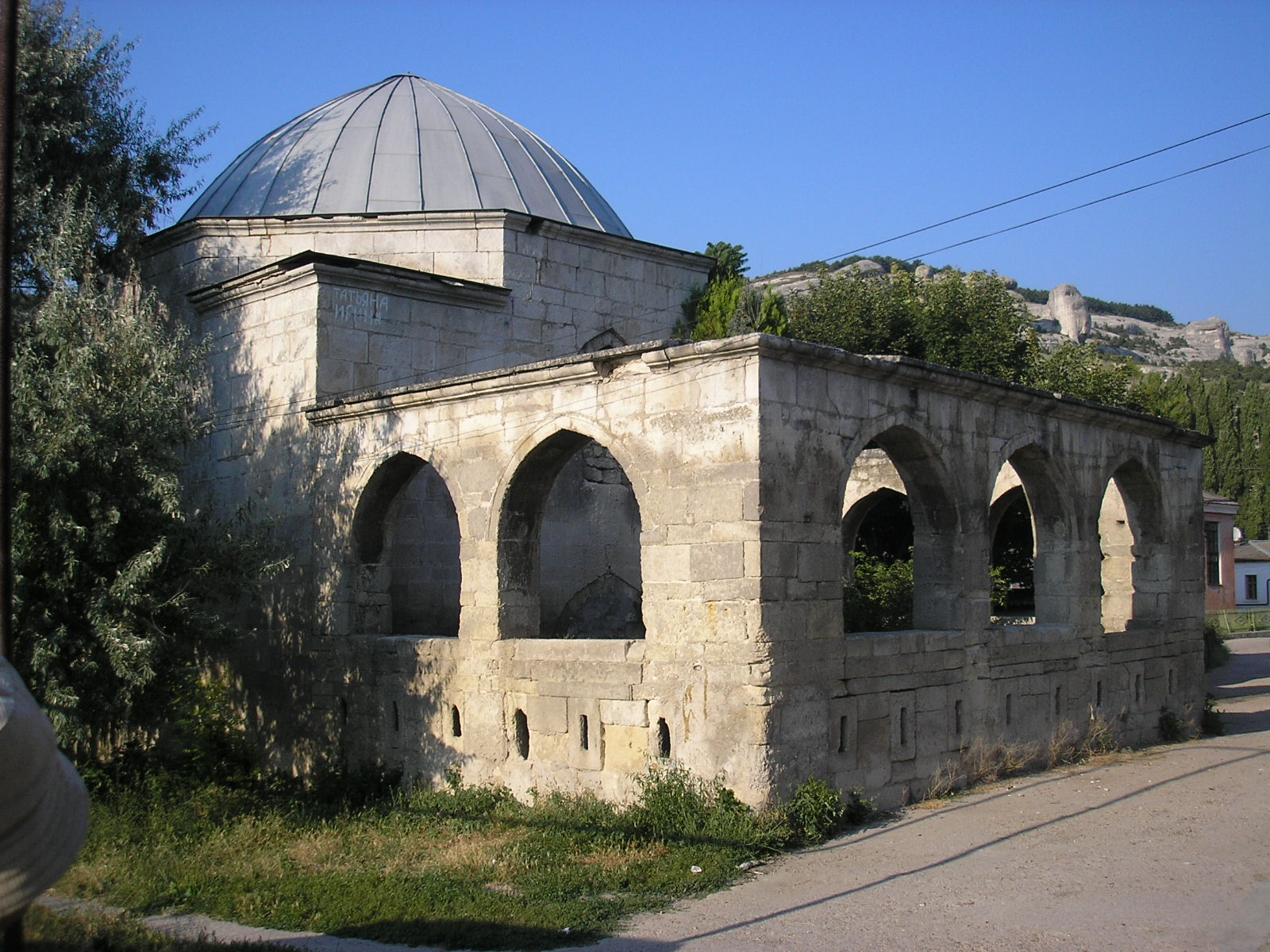
Эски-Дюрбе около Ханского дворца в Бахчисарае
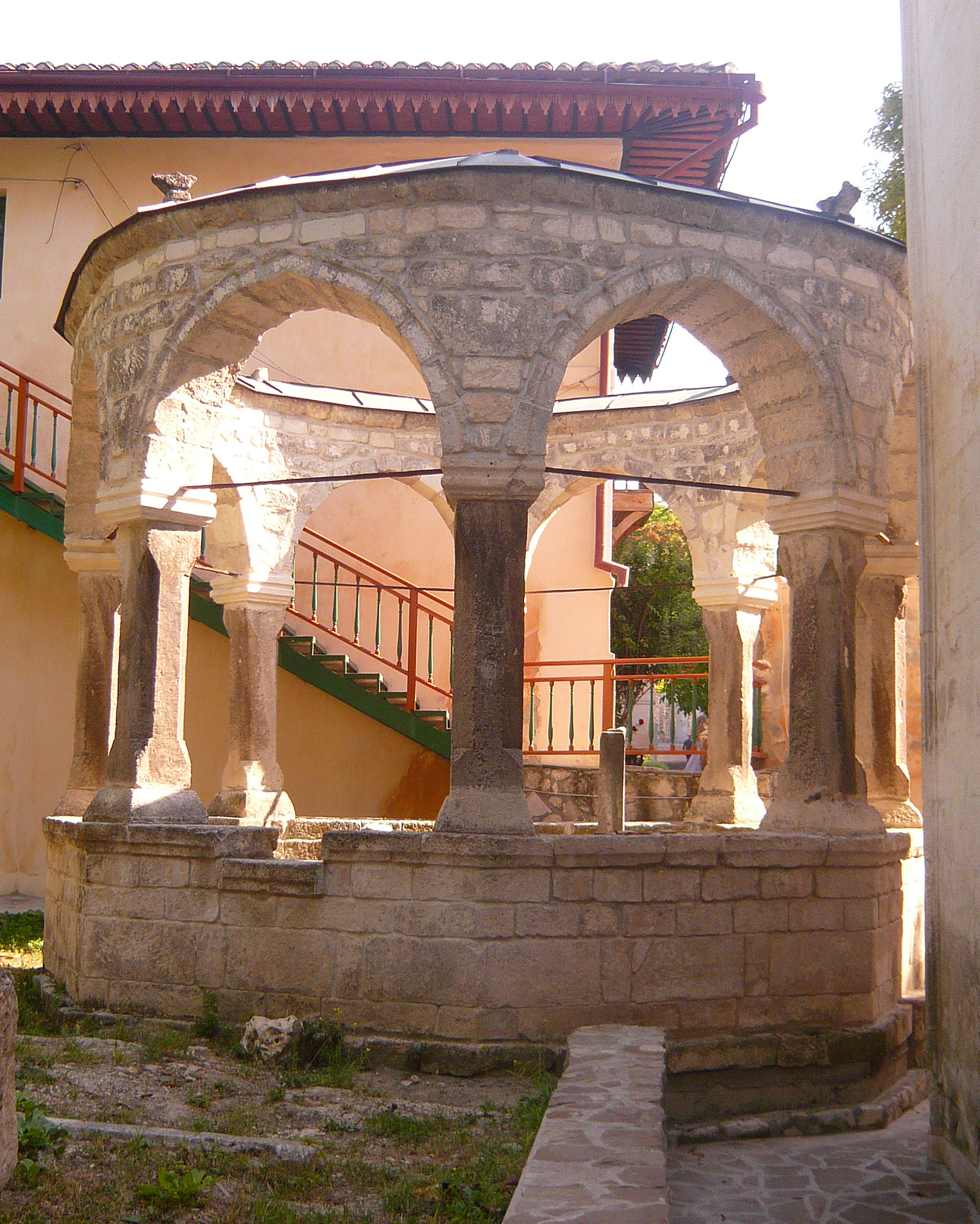
Дюрбе-ротонда Менгли II Герая в Бахчисарайском дворце
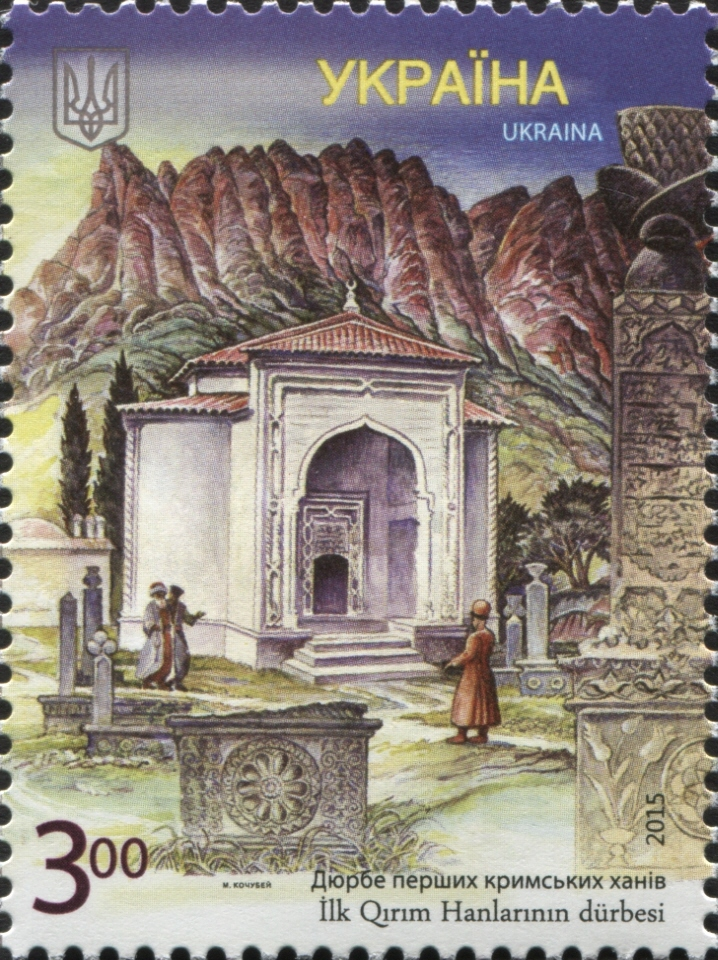
Почтовая марка Украины. Тюрбе первых крымских ханов»